# Marcel Gensoul
Marcel Gensoul (Montpeller, 12 d'octubre de 1880 – París, 30 de desembre de 1973) va ser un almirall francès, que es va distingir com a oficial durant la repressió de la Rebel·lió dels Bòxers a la Xina, i durant la Primera Guerra Mundial, on va participar en la campanya dels Dardanels. Entre les dues guerres mundials va ser professor al Centre des Hautes Études Navales, comandant del cuirassat Bretagne i comandant de la 3a Esquadra lleugera El 1938 va ser nomenat comandant de l'Esquadra de l'Atlàntic, que va mantenir fins i tot després de l'inici de la Segona Guerra Mundial. Havent esdevingut comandant de la Força de Raid, que incloïa els cuirassats més moderns de la Marine nationale, després de la signatura de l'armistici amb els alemanys els va portar a fondejar a la rada de Mers-el-Kébir, prop d'Orà d'acord amb el termes de l'armistici. El 3 de juliol de 1940, els va dirigir al combat contra la Força H de la Royal Navy sota el comandament del vicealmirall James Somerville.

## Biografia
Va néixer a Montpeller, a l'Hérault, el 12 d'octubre de 1880, en una família de magistrats, fill de Lluís. Es va allistar a la Marine nationale el 1898 assistint a l'École Navale de Brest i sent promogut com a aspirant el 5 d'octubre de 1901. Es va embarcar en el creuer protegit Chasseloup-Laubat, aleshores sota el comandament d'Antoine D' Espinay Saint-Luc, operant a la Divisió Naval del Mar de la Xina, i més tard al cuirassat Redoutable.L'1 de gener de 1903 va prendre servei a la canonera Surprise, destinada a l'Esquadra d'Extrem-Orient. Promogut a enseigne de vaisseau el 5 d'octubre de 1903, obtenint la patent d'oficial de fusellers durant 1904. Traslladat al cuirassat Jauréguiberry, pertanyent a l'Escadre du Nord, es va traslladar després al similar Saint-Louis de l'Escadre du Méditerranée.
El 1906 va esdevenir comandant adjunt del submarí Algérien, després va passar al cuirassat Carnot que operava al Mar Mediterrani. Obté la patent d'oficial de torpedes l'any 1908 s'embarca a la Galilée, i entre 1909 i 1911 va ser instructor sobre l'ús de torpedes a bord del cuirassat Marceau, llavors sota el comandament de René Le Nepvou de Carfort, utilitzat com a vaixell entrenament per a estudiants de torpedes i timoners, i va ser ascendit a tinent de vaixell el 9 de gener de 1911.
Oficial instructor del creuer D'Entrecasteaux, pertanyent a la divisió de vaixells de formació mediterrani, va ser el creador dels cursos per a la patent superior d'oficials electricistes.
El 1913 va ocupar el càrrec de cap del servei de torpedes del cuirassat République de l'Armée naval, participant en operacions militars a la Mediterrània durant els primers anys de la Primera Guerra Mundial.El 1917 va assumir el comandament del Fanfare, pertanyent a la Divisió Naval d'Orient, que operava a les costes de Síria Capità de corbeta el 6 de juny de 1919, va ser ajudant de camp del contraalmirall Alexandre Lanxade, comandant de la Divisió d'Ensenyament de la Mediterrània, va embarcar al cuirassat Patrie
Ascendit a capità de fragata el 10 de gener de 1922, fou professor al Centre des Hautes Études Navales el 1927, sent ascendit a capità de navili el 2 de juliol d'aquell any. Va assumir el comandament del cuirassat Bretagne el 1927, el va mantenir fins al 1929, ocupant llavors el càrrec d'ajudant de bandera del vicealmirall Georges Durand-Viel a bord del cuirassat Provence.
L'1 d'octubre de 1931 va ser nomenat cap d'estat major de la 3a Regió marítima a Toulon.Contraalmirall l'octubre de 1932, durant 1934 va assumir el comandament del 3a Esquadra lleugera, hissant el seu estendard al creuer pesant Foch.
Vicealmirall l'1 de febrer de 1937, va ser nomenat prefecte marítim de la 3a Région marítima a Toulon, assumint el comandament de l'Esquadra de l'Atlàntic el març de 1938,
A l'esclat de la Segona Guerra Mundial va assumir el comandament de la Force de Raid, estacionada a Brest, que agrupava tots els cuirassats més moderns que servien a la Marine nationale.
Promogut a almirall el juliol de 1940, esdevingué inspector general de les Forces Marítimes i cap del Servei Central d'Obres de Manteniment Naval. El juny de 1940, en la data de la signatura de l'armistici amb els alemanys, va comandar part de l'esquadra naval a la Mediterrània, que va fondejar a la rada de Mers-el-Kébir, prop d'Orà, en compliment dels termes de l'armistici.
Aquest consistia en la major part de la flota, formada pels moderns creuers de batalla ràpids Dunkerque (vaixell insígnia) i Strasburg, els cuirassats més antics Bretagne i Provence, i pels seus destructors d'escorta, i a la rada hi havia també el portahidroavions Commandant Teste.
A la matinada del 3 de juliol, un esquadró naval (Força H) de la Royal Navy, sota el comandament del vicealmirall James Somerville, va aparèixer davant del port de Mers el-Kébir, i l'almirall britànic li va informar que, per evitar la destrucció de les unitats sota el seu comandament, havia de navegar i traslladar els cuirassats, amb la seva escorta, a ports controlats pels britànics, als Estats Units d'Amèrica o a les Índies Occidentals, on romandrien fins al final del conflicte o, alternativament, podrien unir-se a les forces de la França Lliure i participar en operacions bèl·liques contra els italoalemanys, o esfondrar-se. En el següent combat, que va començar després d'unes frenètiques negociacions a les 16:35, els vaixells francesos, per la seva inferioritat provocada pel fet d'estar amarrats i amb part dels tripulants a terra, van haver de posar les calderes a pressió. sense emetre fum per no alertar els britànics, embarcant les tripulacions amb tots els subterfugis possibles, van haver de sucumbir. El Bretagne va ser enfonsat amb nombroses baixes, Dunkerque va resultar molt danyat, així com el Provence i el destructor Mogador, només el Strasbuurg va aconseguir sortir a la mar en direcció a Toulon amb algunes destructors d'escorta. L'atac va cobrar la vida de 1.295 oficials i mariners francesos.
Va deixar el servei actiu l'octubre de 1942 i va morir a París el 30 de desembre de 19733

## Dates de promoció
Aspirant - 5 d'octubre de 1901
 Alferes de vaixell - 5 d'octubre de 1903
 Tinent de vaixell - 9 de gener de 1911
 Capità de corbeta - 6 de juny de 1919
 Capità de fragata - 10 de gener de 1922
 Capità de navili - 2 de juliol de 1927
 Contraalmirall - Octubre de 1932
 Vicealmirall - 1 de febrer de 1937
 Almirall - Juliol de 1940

## Condecoracions
Gran Oficial de la Legió d'Honor
 Comanador de la Legió d'Honor
 Oficial de la Legió d'Honor
 Cavaller de la Legió d'Honor
 Medalla commemorativa de la Xina (1901)
 Medalla commemorativa del Marroc (1909) 
 Medalla commemorativa de Síria–Cilícia (1922)
 Medalla interaliada 1914-1918 
 Medalla commemorativa de la guerra 1914-1918 
 Medalla commemorativa dels Dardanels (1926)
 Medalla commemorativa d'Orient (1926)
 Oficial de l'orde del Mèrit Marítim
 Medalla commemorativa de la guerra 1914-1918 (Bèlgica)
 Cavaller de l'ordre de l'Estrella Negra (Benin)
 Comanador de l'orde d'Ouissam Alauita (Marroc)
 Comanador de l'orde de Sant Carles (Mónaco)
 comanador de l'orde de Nichan Iftikar (Tunísia)